# Macella disticha
Macella disticha là một loài bướm đêm trong họ Noctuidae.